# Epacalles inflatus
Epacalles inflatus – gatunek chrząszcza z rodziny ryjkowcowatych, jedyny przedstawiciel rodzaju Epacalles.

## Zasięg występowania
Występuje we wsch. części USA po Dakotę Płn., Indianę i Teksas na zach.

## Budowa ciała
Osiąga 2,2 - 3,2 mm długości. Ubarwienie ciała jasnobrązowe z czarnymi plamami, tylna część pokryw bez czarnych plam.

## Biologia i ekologia
Żeruje w ściółce.